# Punta Browns
Punta Browns ist eine Landspitze der Anvers-Insel im Palmer-Archipel westlich der Antarktischen Halbinsel. Sie liegt am Ende der Briggs-Halbinsel und ragt in die Westseite des Inverleith Harbor hinein.
Argentinische Wissenschaftler benannten sie. Der weitere Benennungshintergrund ist nicht hinterlegt.